# Charmbracelet
Charmbracelet – dziewiąty album studyjny Mariah Carey. Jest to pierwszy album wokalistki, który został wydany przez wytwórnię Island Records. Album stał się porażką na wielu rynkach muzycznych, mimo tego, iż sprzedał się lepiej od Glitter OST. Z albumu nie pochodziły piosenki, które mogły stać się hitami, choć jeden singel osiągnął miejsce w pierwszej 80. listy Billboard Hot 100. Mariah Carey współpracowała przy tym albumie z artystami: Jayem-Z, Cam’ronem, Freewayem, Westside Connection, Kelly Price i Joe.

## Kulisy i produkcja
Po porażce dwóch poprzednich albumów wokalistki i filmu Glitter oraz plotkach, które mówiły o tej porażce, Virgin Records zdecydowało o wyrzuceniu Carey i wycofaniu 80 milionów dolarów, które jej zaoferowali. Została bez środków pieniężnych przez kilka miesięcy aż do podpisania o wiele skromniejszego kontraktu z wytwórnią Island. Kierownik wytwórni, Lyor Cohen, spowodował, że nagranie nowego albumu Carey to priorytet dla wytwórni.
Cohen, który chciał, aby album był „powrotem do podstaw” nadzorował Carey, gdy pisała „I Will Survive"-podobną piosenkę o pokonywaniu przeciwności losu. Carey ze swoim pianistą, Lionelem Cole, napisała „Through the Rain”, który odzwierciedlał jej osobiste przeżycia sprzed paru miesięcy. Współprodukowała tę piosenkę wraz z Jimmym Jamem i Terrym Lewisem, a remiks do piosenki został stworzony przez Just Blaze i Randy’ego Jacksona. Carey współpracowała z Jamem i Lewisem także nad piosenką „Yours”. Chciano, aby Justin Timberlake zaśpiewał tę piosenkę z Mariah, ale jego wytwórnia się na to nie zgodziła, więc piosenka zawiera tylko wokale Carey.
W przeciwieństwie do kolejnej współpracy z Jimmym Jamem i Terrym Lewisem, Carey współpracowała z sędzią American Idol, Randym Jacksonem, po raz pierwszy. Razem wyprodukowali „My Saving Grace”, „Sunflowers for Alfred Roy” i „I Only Wanted”. Jackson zasugerował Carey, aby nagrała cover piosenki Def Leppard „Bringin' On the Heartbreak”, który razem wyprodukowali.
Carey wybrała Just Blaze’a do współpracy nad krążkiem, aby pomógł jej nagrać bardziej żywe kawałki. Była bardzo zafascynowana piosenką Cam’rona „Oh Boy” i poprosiła go oraz Just Blaze’a do pomocy nad nagraniem piosenki, która miałaby zawierać elementy „Oh Boy” i była na nią „odpowiedzią”. Producenci pomogli Carey odtworzyć piosenkę i nagrać ją pod nowym tytułem „Boy (I Need You)”. Zainspirowani rytmem „Boy (I Need You)”, Carey i Just Blaze nagrali „You Got Me” z kolejnym szybkim wokalem.
Gdy Cohen przygotował krążek Carey, album stał się odpowiedzią na wszystkie przeżycia wokalistki z ostatnich miesięcy. Jednak Carey powiedziała, że nie lubi nagrywać „smutnych” piosenek i zdecydowała się na adresację ich do słów Eminema, które wypowiedział na temat jej załamania nerwowego. On i Carey lubili swoją przyjaźń, o której niektórzy myśleli, że jest „czymś więcej”. Jednak Eminem twierdził, że doszukał się „sztuczności” w piosenkach Carey i skrytykował ją w utworze „Superman”. Jako rewanż, Carey stworzyła piosenkę „Clown”, w której krytykowała jego konflikty z matką. Mariah nagrała także, wraz z Dre i Vidalem, utwór „Lullaby”, który (jeśli wierzyć plotkom) był o ex-chłopaku wokalistki, Dereku Jeter, który wcześniej zerwał z Carey, a tekst został odniesiony do piosenki „The Roof (Back In Time)”.
Przestrzegając planów Cohena o „powrocie do podstaw”, Carey zdecydowała się na nagranie kilku piosenek ze swoim regularnym współpracownikiem, Jermaine’em Dupri. Stworzyli piosenki „You Had Your Chance” i wycofany singel „The One”. carey współpracowała także z innym kolegą, Damizza, z którym stworzyła „Irresitable (Westside Connection)” – piosenkę, która zawiera rap grupy Westside Connection.
Sprzeciwiając się planom Cohena, co do „powrotu do początku”, Carey zainspirowana rockowym brzmieniem „Bringin' On the Heartbreak”, postanowiła poeksperymentować i zaczęła współpracować z producentem Channel 7. Po kilku latach pracy w studio, Mariah zdecydowała się na muzykę, w której będzie słychać grające na żywo instrumenty. Razem z Channel 7, stworzyła piosenki: „Subtle Invitation” i „There Goes My Heart”. Jednak tylko ta pierwsza została umieszczona na oficjalnej wersji albumu. „There Goes My Heart” pojawia się jako bonus na nieamerykańskich wersjach płyty. Wokalistka napisała także piosenki z DJ Quikiem, ale nie zostały one wykorzystane.
Gdy produkcja albumu zmierzała ku końcowi, Carey poczuła, że potrzebuje tytułu, który by ją reprezentował. W czasie nagrywania albumu zmarł ojciec Mariah, Alfred Roy Carey, z którym była przez wiele lat pokłócona, ale przed jego śmiercią, ojciec i córka pogodzili się. Carey i Randy Jackson napisali utwór „Sunflowers for Alfred Roy”, który upamiętniał życie ojca wokalistki. Mariah zdecydowała się na tytuł Charmbracelet, ponieważ dla niej taka bransoletka była częścią jakiejś osoby lub rzeczy, która pozwalała jej pozostawać w kontakcie i upamiętniać osoby, które kochała i ceniła. Wersje albumu z bonusami „I Know What You Want” i/lub „Miss You” miały nadrukowany znak „Parental Advisory”, z powodu niedwuznacznej „natury” „I Know What You Want”, przez co ta płyta stała się pierwszą i dotychczas ostatnią płytą wokalistki, która miała nadrukowany znak „Parental Advisory”.

## Promocja i listy przebojów
Aby pomóc w promocji albumu, Carey pokazała się w programach telewizyjnych: The Oprah Winfrey Show, The View i The Late Show with David Letterman. Tak jak Cohen sądził, jego plan co do Mariah, aby szybko wymazać jej wizerunek i publiczną odrazę do niej przez „powrót do początku kariery”, zadziałał. W rezultacie, Carey zaczęła znowu kręcić włosy (nie robiła tego od lat), aby przypomnieć swój wizerunek z czasów Mariah Carey. Wokalistka była tematem specjalnego programu w MTV Shining Through the Rain. We wszystkich swoich publicznych wystąpieniach opowiadała o swoim załamaniu nerwowym i porażce filmu Glitter oraz jego soundtracku. Cohen sądził, że dzięki temu ludzie będą nawiązywać do jej zwycięskiej walki, i pomagać w odzyskaniu ich zaufania do niej, kupując jej nowe nagrania, jak np. „Through the Rain”. Jednak „Through the Rain” znalazł się tylko na 81. pozycji Billboard Hot 100, ale lepiej poradził sobie w Kanadzie i Wielkiej Brytanii, gdzie znalazł się w pierwszej 10. Osiągnął 1. miejsce na liście US Sales & Dance.
Album zadebiutował na 3. miejscu Billboard 200 ze sprzedażą 241 200 kopii w pierwszym tygodniu. Jednak szybko znalazł się w pierwszej 20, gdzie spędził 3 tygodnie. Ogółem na liście spędził 23 tygodnie. Island Def Jam szybko starało się o wydanie kolejnego singla, aby podnieść się po niezbyt dobrym przyjęciu „Through the Rain”. Wybrano „The One”. Jednak utwór nie pokazywał się często w radio i nie był mocno promowany, więc w ostatniej chwili wybrano „Boy (I Need You)”. Pomimo wielu telewizyjnych występów w celu promowania piosenki, uzyskała ona bardzo limitowaną promocję w radiach i nie udało się jej wejść na listę Billboard Hot 100 i Bubbling Under Hot 100 Singles. Inna piosenka z tego albumu „Irresistible (Westside Connection)” znalazła się na 81. miejscu Hot R&B/Hip-Hop Singles & Tracks.
Ze względu na mierną sprzedaż obu singli z albumu, Carey zdecydowała się wyruszyć w trasę koncertową, aby wypromować album i podnieść jego sprzedaż. Charmbracelet World Tour:An Intimate Evening with Mariah Carey była największą trasą koncertową w karierze piosenkarki. Trasa trwała osiem miesięcy, wokalistka wystąpiła 61 razy w Azji, Europie i Ameryce Północnej (dwie poprzednie trasy były realizowane tylko w Europie i Ameryce Północnej i składały się z ok. 15 występów). W czasie trasy, dział informacyjny piosenkarki zasugerował, że „Bringin' On The Heartbreak” może zostać zaśpiewany dla jej poprockowej i dorosłej publiczności, ale zawalił z pokazaniem się wiele razy w radio, gdy został wydany jako singel. Pomimo trasy, sprzedaż albumu nie zwiększyła się. Album został ponownie wydany w Azji i Europie pt. Charmbracelet: Limited Edition i miał podeprzeć trasę. Specjalna edycja zawierała cztery dodatkowe utwory, które nigdy nie zostały pokazane, oraz teledyski do „Throush the Rain” i „Boy (I Need You)”.
Charmbracelet zdobył status Platynowej Płyty (RIAA) i sprzedał się w ilości miliona egzemplarzy w Stanach Zjednoczonych. Do 2005 roku sprzedało się tam 1,2 miliona kopii oraz 5 milionów kopii na całym świecie. 18 maja 2005, „My Saving Grace” został zapowiedziany do bycia promocyjnym singlem i wysłany do amerykańskich radiostacji gospel wraz z „Fly Like a Bird”, czternastym utworem z czternastego albumu wokalistki, The Emancipation of Mimi. Piosenka nie odniosła sukcesu w radiostacjach i tylko „Fly Like a Bird” została wydana w innych formatach.
"You Got Me” znajduje się na debiutanckim albumie Freewaya, Philadelphia Freeway, wydanym w lutym 2003.

## Single
- „Through the Rain” – pierwszy singel z albumu. Na Billboard Hot 100 zdobył 81. miejsce, najniższą pozycję ze wszystkich głównych singli Carey. W innych krajach piosenka zdobyła pierwszą 20. oraz pierwsze miejsce na US Sales & Dance.
- „Boy (I Need You)” – drugi singel z albumu. Nie udało mu się wejść na Hot 100, ale ulokował się na 57. miejscu listy sprzedaży i w pierwszej 20. w Wielkiej Brytanii, RPA i Hiszpanii.
- „I Know What You Want” – singel wydany przez Carey i Busta Rhymes. Znalazł się na trzecim miejscu Hot 100 i stał się pierwszym singlem wokalistki, który znalazł się na wysokiej pozycji tej listy od czasów „Loverboy”. Bonus na reedycji.
- „Bringin' On the Heartbreak” – czwarty i ostatni singel z albumu. Napisany przez Def Lepparda i wyprodukowany przez Randy’ego Jacksona. Nie udało mu się wejść na Hot 100, ale osiągnął 5. miejsce na liście US Dance.
- „The One” – miał być drugim singlem. Zdjęcia do teledysku zostały zrobione przez Josepha Kahna, podczas pobytu Carey w Japonii. W wyniku zmiany decyzji wytwórni o singlu, zdjęcia wykorzystano w teledysku do „Boy (I Need You)”.

## Opinie
Opinie krytyków o Charmbracelet były bardzo zróżnicowane. Od Metacritic otrzymał średnią ocenę 43/100, na podstawie 13 recenzji. Album był nominowany do nagrody Rock & Pop Album of the Year 2003, przyznawanej przez Japan Gold Disc.

## Lista utworów
1. „Through the Rain” – 4:48
2. „Boy (I Need You)” feat. Cam’ron – 5:14
3. „The One” – 4:08
4. „Yours” – 5:06
5. „You Got Me” feat. Jay-Z & Freeway – 4:22
6. „I Only Wanted” – 3:38
7. „Clown” – 3:17
8. „My Saving Grace” – 4:09
9. „You Had Your Chance” – 4:22
10. „Lullaby” – 4:56
11. „Irresistible (Westside Connection)” feat. Westside Connection – 5:04
12. „Subtle Invitation” – 4:27
13. „Bringin' On the Heartbreak” – 4:34
14. „Sunflowers for Alfred Roy” – 2:59
15. „Through the Rain” (remix) feat. Kelly Price & Joe – 3:34
16. „Miss You” featuring Jadakiss – 5:09 (UK and Japan Bonus Track)
17. „I Know What You Want” with Busta Rhymes featuring the Flipmode Squad – 4:44 (UK Bonus Track)

### Special Tour Edition Bonus Disc
1. „There Goes My Heart” – 4:11
2. „I Know What You Want” with Busta Rhymes featuring the Flipmode Squad – 4:44
3. „Got a Thing 4 You” with Da Brat featuring Mariah Carey and Elephant Man – 5:02
4. „The One” (So So Def remix) featuring Jermaine Dupri and Bone Crusher – 4:38
5. „Through the Rain” (video)
6. „Boy (I Need You)” (video)

## Pozycje na listach przebojów
| Kraj              | Najwyższa pozycja | Certyfikat | Sprzedaż  |
| ----------------- | ----------------- | ---------- | --------- |
| Świat             |                   |            | 5,000,000 |
| Australia         | 42                |            |           |
| Austria           | 34                |            |           |
| Belgia            | 28                |            |           |
| Holandia          | 30                |            |           |
| Stany Zjednoczone | 3                 | Platyna    | 1,200,000 |
| Japonia           | 1                 | 2x Platyna | 400,000   |
| Francja           | 12                | 2x Złoto   | 250,000   |
| Wielka Brytania   | 52                | Złoto      | 100,000   |
| Kanada            | 12                | Złoto      | 50,000    |
| Brazylia          | 15                | Złoto      | 50,000    |
| Włochy            | 22                | Złoto      | 40,000    |
| Korea Południowa  | 1                 | 3x Platyna | 50,000+   |
| Szwecja           | 50                |            |           |
| Szwajcaria        | 9                 | Złoto      | 20,000    |
| Singapur          |                   | Platyna    | 15,000    |
| Filipiny          |                   | Złoto      | 15,000    |

### Listy końcoworoczne
| Rok  | Kraj              | Lista           | Pozycja |
| ---- | ----------------- | --------------- | ------- |
| 2002 | Włochy            | Musica & Dischi | 160     |
| 2003 | Stany Zjednoczone | Billboard 200   | 61      |